# Фолксінгер
Фолксінгер (англ. folksinger, досл. «народний співак») — естрадний співак, що працює в традиціях національного пісенного фольклору.
Так звані рухи фолксінгерів в США отримали широкий розвиток в 1930-х — початку 40-х рр. (антивоєнні і робочі рухи; Піт Сігер, Вуді Гатрі і інші) і в 60-х рр. (антирасизм, молодіжний нонконформізм; Боб Ділан, Джоан Баєз і інші). Репертуар заснований на баладах, гімнах, «піснях протесту» в стилі кантрі і з кінця 60-х рр. — рок-музики (так званий фолк-рок).

## Відомі фолксінгери
- Лідбеллі
- Найлз  Джон Джейкоб
- Рейнольдс  Мальвіна
- Піт Сигер
- Вуді Гатрі
- Оксі Філ
- Боб Ділан
- Баєз  Джоан